# سيدي عامر
سيدي عامر هي بلدية ضمن دائرة سيدي عامر في ولاية المسيلة الجزائرية.